# Festa

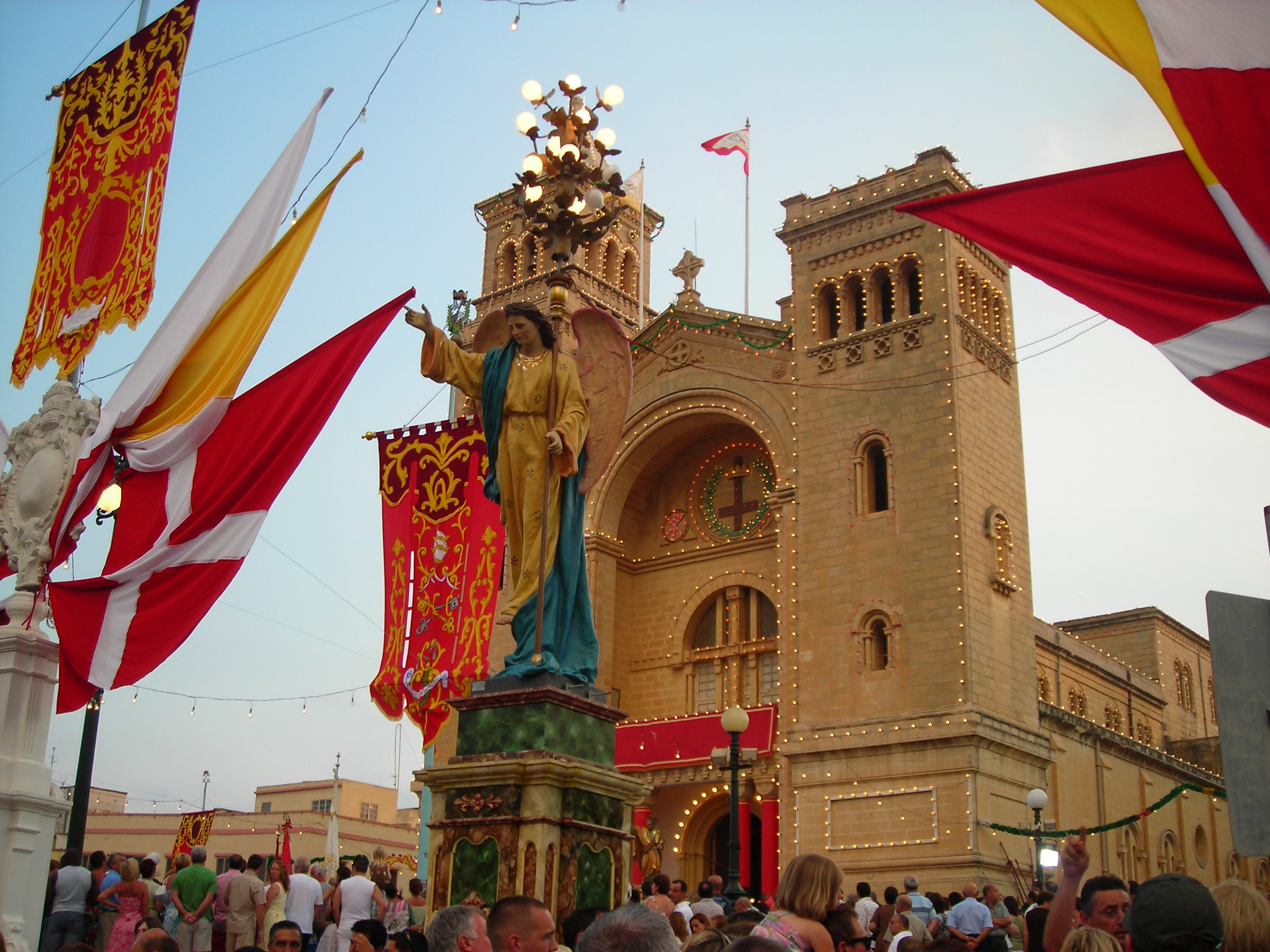
De verlichte kerk van Birżebbuġa tijdens de jaarlijkse festa, met op de voorgrond typische vlaggen en een heiligenbeeld.

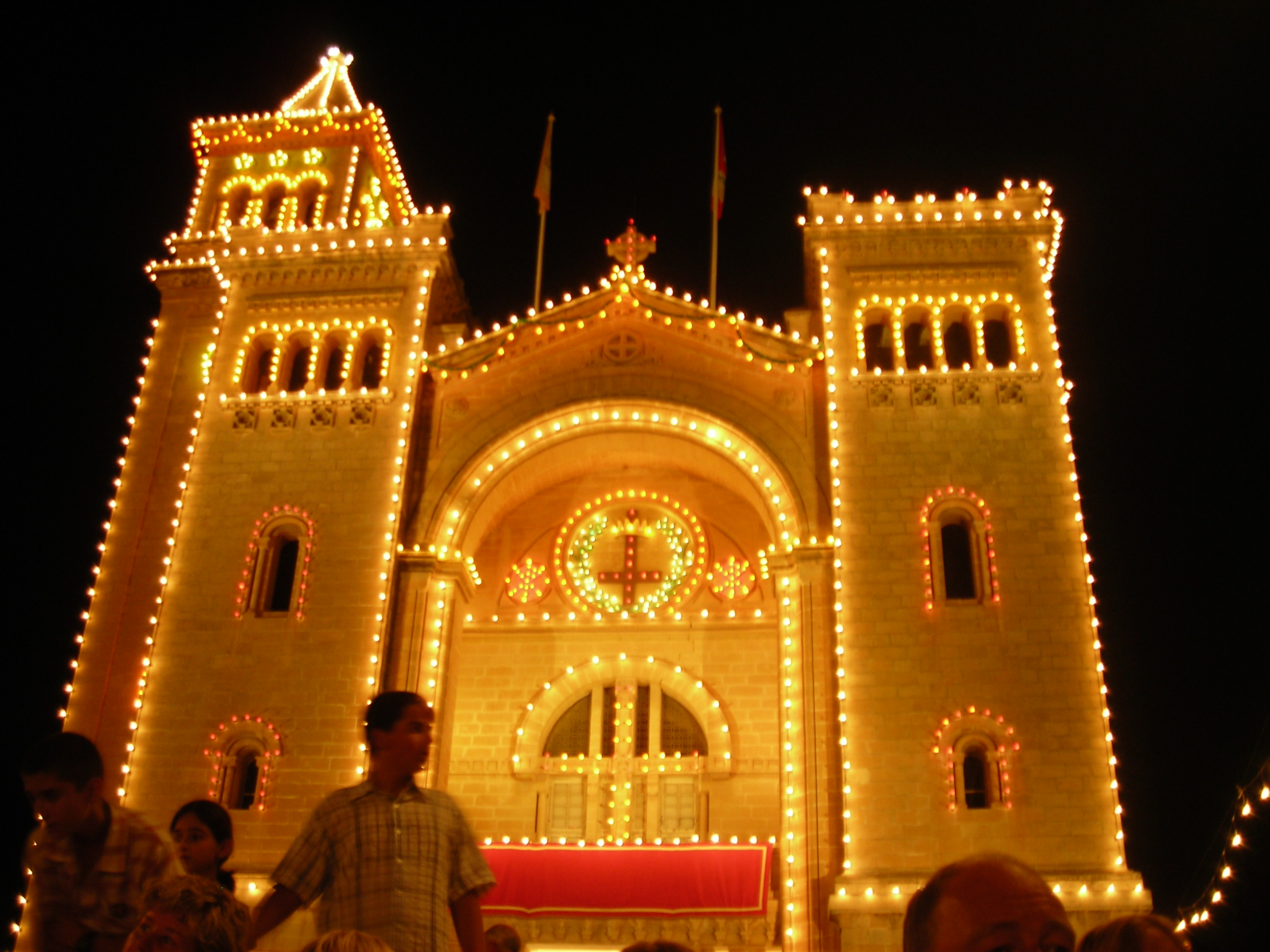
De versierde kerk van Birżebbuġa na het vallen van de avond.

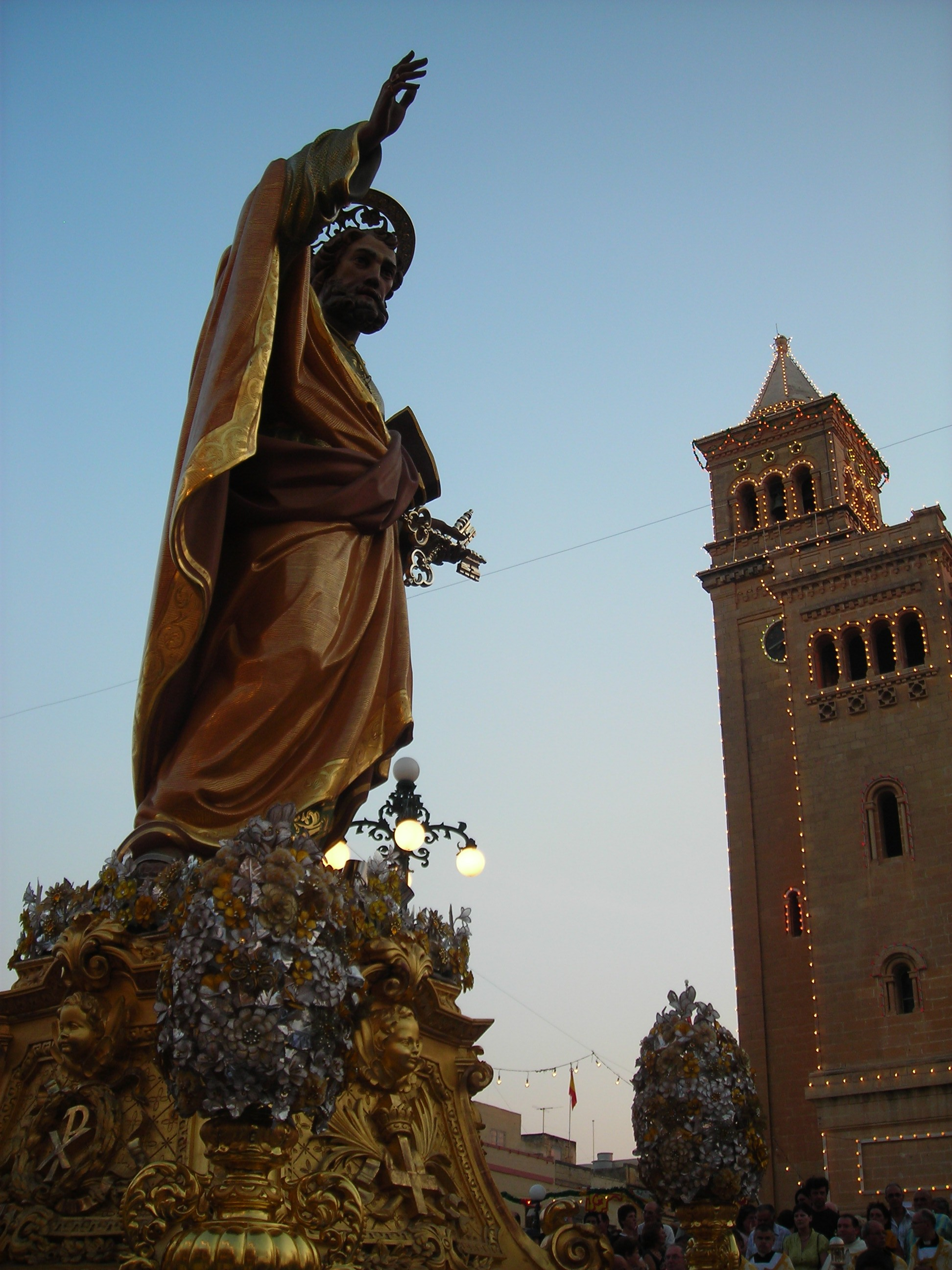
Een beeld van Sint Petrus dat tijdens de viering van Sint-Petrus' Banden wordt rondgedragen door Birzebbuga.

Een festa is een feest dat op de Maltese eilanden Malta en Gozo jaarlijks in ieder dorp wordt gevierd. Deze festi worden normaal gesproken gevierd ter ere van de beschermheilige van het betreffende dorp of de betreffende parochie.
Een festa duurt globaal een week en bereikt zijn hoogtepunt op de feestdag van de betreffende heilige. Op deze dag wordt een hoogmis gevierd, waarna dorpsbewoners een houten beeld van de heilige door het dorp dragen in een processie. Tijdens deze processie wordt door bewoners groot zelfgemaakt vuurwerk afgestoken, hetgeen vaak een hoogtepunt bereikt wanneer het beeld na afloop van de processie de kerk weer bereikt. Na afloop van de processie zijn optredens te zien van bands en wordt door het hele dorp feestgevierd.
In de weken voorafgaand aan de festa worden de straten van het dorp rijkelijk versierd met vlaggen, religieuze beelden en bloemenkransen. Dit geldt zeker voor de straten waardoor de processie zal voeren. Door het gehele dorp worden kraampjes opgezet waarin eten, drinken en snoep verkocht worden, vooral de in Malta geproduceerde nougat. De kerk zelf wordt voorzien van typische verlichting, steeds meer door middel van lampjes in verschillende kleuren.
De meeste festi worden in de zomermaanden juli en augustus gevierd, vaak in vele dorpjes tegelijk. Deze feesten worden mede bezocht door toeristen, die langs de kraampjes lopen, de processie zien en naar het grootse vuurwerk kijken. Op zaterdag- en zondagavond is op plaatsen verspreid in Malta ergens het zo kenmerkende vuurwerk te zien dat door dorpelingen wordt afgestoken.
De Katholieke Kerk in Malta heeft regelmatig haar ongenoegen uitgesproken over het overdadige alcoholgebruik en de rivaliteit die bestaat tussen de verschillende dorpen en parochies. Ieder dorp wil uitblinken door een zo mooi of groots mogelijke vuurwerkshow, waarbij de vuurwerkshow van het plaatsje Lija bekendstaat als de grootste en meest indrukwekkende. De laatste jaren ontstaat vanuit de Maltese bevolking meer weerstand tegen het vele vuurwerk: door de ontstane rivaliteit zijn de shows zo groot geworden dat voor omwonenden, zelfs diegenen die vele kilometers van het feestgedruis wonen, veel geluidshinder ontstaat.